# Pontifical

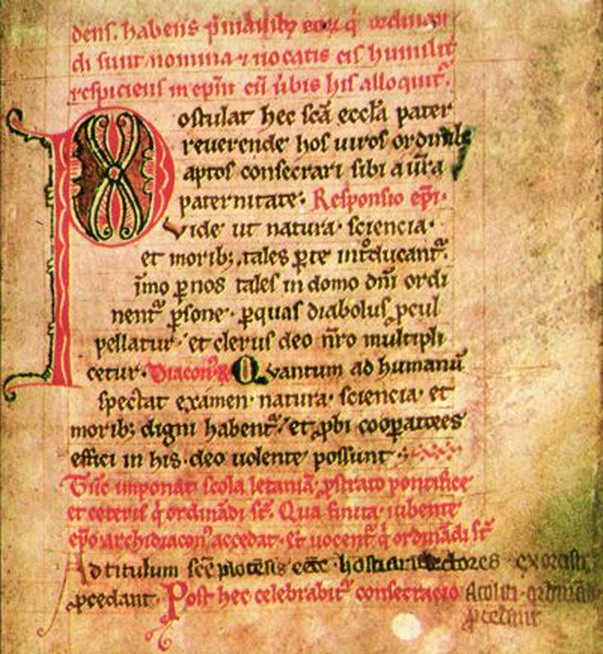
Extracto de pontifical

Se llama Pontifical o Pontifical Romano (en latín Pontificale Romanum) al libro de la Iglesia católica latina que contiene todos los ritos que preside un obispo y que no se encuentran en el Misal Romano, la Liturgia de las horas o el Ritual Romano. 

## Pontifical Romano de 1939
Los libros pontificales tienen un origen práctico, cuando los obispos buscan reunir en un solo volumen los ritos de han de ejecutar. Será Clemente VIII, después del Concilio de Trento, quien publicará un pontifical obligatorio par todos los obispos católicos de rito latino mediante la bula Ex quo in Ecclesia Dei (20 de febrero de 1596). La tercera edición de este pontifical (promulgada por Juan XXIII en 1962) estará en vigor hasta el Concilio Vaticano II.
El Pontifical estaba dividido en tres partes: en la primera se contenían los ritos que el obispo hacía con relación a otras personas (confirmación, ordenación a órdenes menores y mayores, bendición de abades, consagración de vírgenes, coronación de reyes); en la segunda estaban los ritos relacionados con las iglesias (consagración de la Iglesia, del altar, bendición del sagrario, etc.); y en la tercera se encontraban los ritos relacionados con diversos momentos del año y de la vida (publicación de las fiestas del año el día de la epifanía, oficios del Triduo Sacro, celebración de un sínodo, recepción de personas constituidas en dignidad, etc.)

## Pontifical Romano del Concilio Vaticano II
Al igual que el Ritual Romano el Pontifical Romano revisado se publicó por partes, y no en un solo volumen, cada una de las cuales era precedida por el encabezado "Ex decreto Sacosancti Oecumenici Concilii Vaticani II instauratum":
- De Ordinatione Episcopi, Presbyterorum et Diaconorum (Rito de la ordenación del obispo, del presbítero y del diácono) (1968)
- Ordo consecrationis virginum (Ritual de la consagración de vírgenes) (1970)
- Ordo benedictionis abbatis et abbatissae (Ritual de la bendición del abad y la abadesa) (1970)
- Ordo benedicendi oleum catechumenorum et infirmorum et conficiende chrisma (Ritual de la bendición del óleo de los catecúmenos y enfermos y de la consagración del crisma) (1971)
- Ordo confirmationis (Ritual de la confirmación) (1971)
- De institutione Lectorum et Acolythorum, de admissione inter candidatos ad Diaconatum et Presbyteratum. De sacro caelibatu amplectendo (Ritual para instituir acólitos y admitir candidatos al diaconado y al presbiterado, y para la promesa de observar el celibato) (1972)
- Ordo dedicationis ecclesiae et altaris (Ritual de dedicación de iglesias y altares) (1973).